# NGC 249
NGC 249 är en emissionsnebulosa i Lilla magellanska molnet i stjärnbilden Tukanen. Den upptäcktes den 5 september 1826 av James Dunlop.